# فوينكالينتي (سيوداد ريال)
بلدية فوينكالينتي (بالإسبانية: Fuencaliente)‏، هي إحدى بلديات مقاطعة سيوداد ريال إحدى مقاطعات إسبانيا، والتي تقع في منطقة قشتالة لا منتشا وسط إسبانيا.
يبلغ عدد سكانها 1.175 نسمة وفقاً لإحصائية سنة (2007).